# Ковалевич, Николай Николаевич
Николай Николаевич Ковалевич (род. 13 октября 1983 года, Гудермес) — российский спортсмен, мастер спорта международного класса по тайскому боксу. Чемпион Мира и Европы по тайскому боксу. Ковалевич окончил институт физической культуры и спорта. В настоящее время занимается тренерской деятельностью в городе Москве в клубе КО.

## Биография

### Спортивная карьера
Николай начал заниматься тайским боксом в 1996 году в городе Сочи в спортивном клубе «Атлан» под руководством ЗТР Муртазалиева Расула Анваровича.
Начало соревновательной деятельности с 1999 года. Первые турниры Николай проиграл. Но благодаря своему упорству и силе характера, не потерял спортивный интерес. К 2001 году Николай уже стал Чемпионом России войдя в сборную России по тайскому боксу. Любительскую карьеру совмещал с профессиональной.
С 2001 по 2004 Николай становился чемпионом России по муай тай. В 2002 Николай стал Чемпионом Европы по тайскому боксу в городе Лиссабон. В 2003 году Николай выиграл Чемпионат Мирапо тайскому боксу в Бангкоке в весовой категории 52,1 кг. Провел 3 боя, два первых завершил нокаутами, а последний против спортсмена из Марокко выиграл по очкам. За яркость поединков был отмечен судейской коллегией специальным призом Короля Таиланда.
Завершающим большим турниром был Чемпионат Мира 2004 года в Бангкоке, где уступил белорусскому боксеру Андрею Кулебину в первых кругах.

### Титулы и награды
Любительский спорт
- Чемпионат Мира по тайскому боксу в Бангкоке, Таиланд, 2003 год — золото[1].
- Чемпионат Европы по тайскому боксу в Лиссабоне, Португалия, 2002 год — золото[9].
- Чемпион России — с 2001 по 2003 год

### Тренерская деятельность
В настоящее время Николай занимается тренерской деятельностью. Вместе со своей супругой Юлией Ковалевич управляют залом Тайского Бокса КО в Москве. Николай Ковалевич ставит технику тайского бокса спортсменам из таких организаций, как: UFC, Bellator, Fight Nights, ACB, American Top Team. Вместе с ним тренировались Бату Хасиков, Сергей Хандожко, Алексей Олейник, Владимир Минеев и многие другие.
Любимая цитата: «Не так страшны удары и ушибы, которые ты получишь во время боя, как то, что ты умственно сдашься».
Так же Николай проводит семинары по тайскому боксу в России и за границей.